# Microdera
Microdera — род жесткокрылых из семейства чернотелок.

## Описание
Третий членик усиков длиннее второго в полтора раза.

## Систематика
В составе рода:
- Microdera aciculata
- Microdera afghanica
- Microdera alashanica
- Microdera aurita
- Microdera badghysi